# Howard George
Howard Robert George (ur. 6 lutego 1935 w Watertown, zm. 24 lutego 2010 w Syracuse) – amerykański zapaśnik walczący w stylu klasycznym. Olimpijczyk z Rzymu 1960, gdzie zajął dwunaste miejsce w wadze półciężkiej.

## Letnie Igrzyska Olimpijskie 1960
| Konkurencja          | Rundy eliminacyjne    | Rundy eliminacyjne       | Klas. końcowa |
| Konkurencja          | Przeciwnik I          | Przeciwnik II            | Miejsce       |
| -------------------- | --------------------- | ------------------------ | ------------- |
| 87 kg styl klasyczny | Giwi Kartozia (URS) P | Herbert Albrecht (GDR) P | 12.           |